# Batería de costa

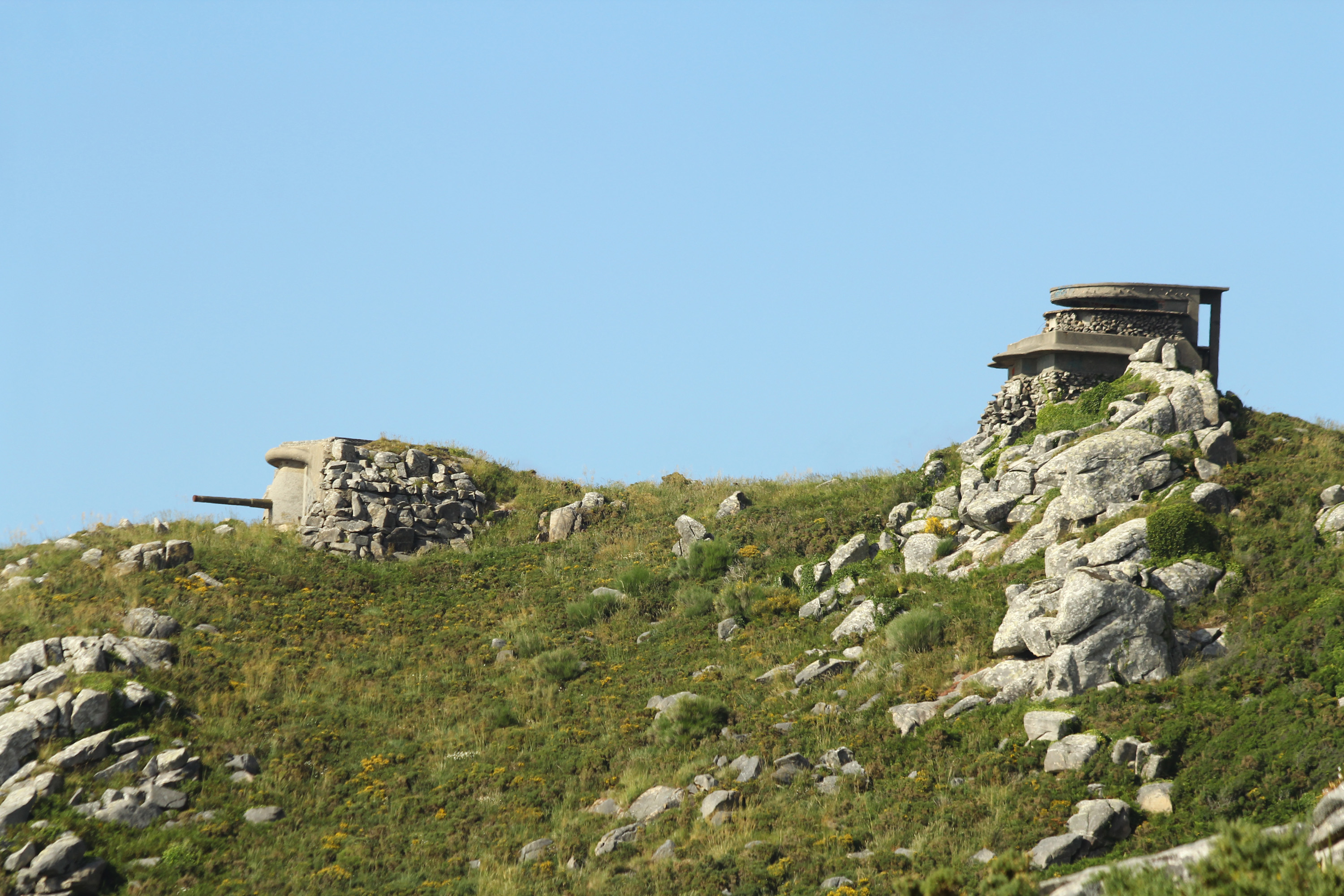
Baterías de costa en Bayona, Galicia.

Las baterías de costa consistían en complejos militares de artillería pesada que se situaban cerca de la orilla del mar y su objetivo principal era defender una plaza, un arsenal o un paso importante, frente a los ataques de las  escuadras enemigas.
Según el armamento que recibían se clasificaron en baterías de perforación, baterías ordinarias, baterías de tiro rápido, baterías de obuses, baterías de morteros y baterías auxiliares.
- Las baterías de perforación estaban equipadas con piezas de gran calibre y se establecían en lugares que eran de paso obligado de los buques. Se utilizaban para batir con tiro directo y proyectil perforante las partes más protegidas de los acorazados.

- Las baterías ordinarias estaban armadas generalmente con piezas de calibre medio y se destinaban a hostigar los buques enemigos a todas las distancias posibles; para ello usaban tanto proyectiles ordinarios como proyectiles de gran capacidad de carga de combate y explosivos. Rara vez se empleaban proyectiles perforantes, cuyo blanco eran las partes menos protegidas de los barcos de combate, las superestructuras y las cubiertas blindadas. Estas baterías hacían un fuego muy denso y continuado, por cuyo motivo las piezas que las formaban eran o bien de tiro o bien de carga rápida.

- Las baterías de tiro rápido tenían la misión de impedir los desembarcos, mientras que las baterías de obuses y de morteros de gran calibre se utilizaban para batir con fuegos curvos las cubiertas de los buques enemigos.

- Por último, las baterías auxiliares eran las que se organizaban con piezas normales de campaña o de sitio, que por lo general eran móviles, y que ayudaban a la defensa en condiciones análogas á las de las baterías de pequeño calibre. Si se consideraba a las baterías de costa como obras de fortificación, apenas se diferenciaban de las de plaza, y por ello eran como éstas a barbeta, "acasamatadas" o acorazadas. Las primeras eran las más recomendadas tanto por sus condiciones de economía, como la facilidad de su servicio y la gran amplitud de su sector de fuegos.

Cuando la palabra “batería” empezó a aplicarse más que a la obra constructiva en sí, a la agrupación de las piezas que en ella se incluían, empezaron a utilizarse diferentes denominaciones para indicar distintas clases y calibres (baterías de cañones del doce, batería de obuses del quince o de morteros de ochenta y uno).
Las baterías fortificadas fueron desapareciendo conforme la guerra cambiaba desde los modelos de frente de fuego perfectamente definidos hasta los modelos de alta movilidad y envolvimiento mecanizado y aerotransportado, tanto por los flancos como en la tercera dimensión, la aérea, lo que hacía inútil la existencia de grandes obras de fortificación tanto ofensivas como, principalmente, defensiva. Igualmente la existencia de piezas de artillería autopropulsadas de gran calibre y protección blindada, cuya movilidad le permitía el cambio rápido de posición según lo aconsejaban las condiciones del combate, dieron definitivamente la puntilla a las baterías fortificadas, de las que sólo se conservaron algunos ejemplos de batería de costa en un corto número, cada vez menor, de países.
La estructura artillera de aquel sistema además contaba con amplias galerías subterráneas y túneles donde se almacenaban los polvorines que aseguraban el suministro de los proyectiles a las piezas artilladas. Estas poseían una capacidad rotatória con un notable grado de elevación a la hora de orientar el disparo, una vez establecido el ángulo de tiro con la ayuda del telémetro y la triangulación.
Hacia el año 1999, en Europa contaban con baterías de costa las fuerzas armadas de Bulgaria, con cañones y misiles; Chipre, sólo con misiles; Croacia, también con cañones y misiles; Dinamarca, igualmente con cañones y misiles; Finlandia, con cañones y misiles; Letonia, con cañones; Noruega, con cañones, misiles y torpedos; Polonia, cañones y misiles; Rumanía, con cañones; Rusia, con cañones y misiles; Suecia con cañones y misiles y Turquía, sólo con cañones.

## Baterías de costa en España

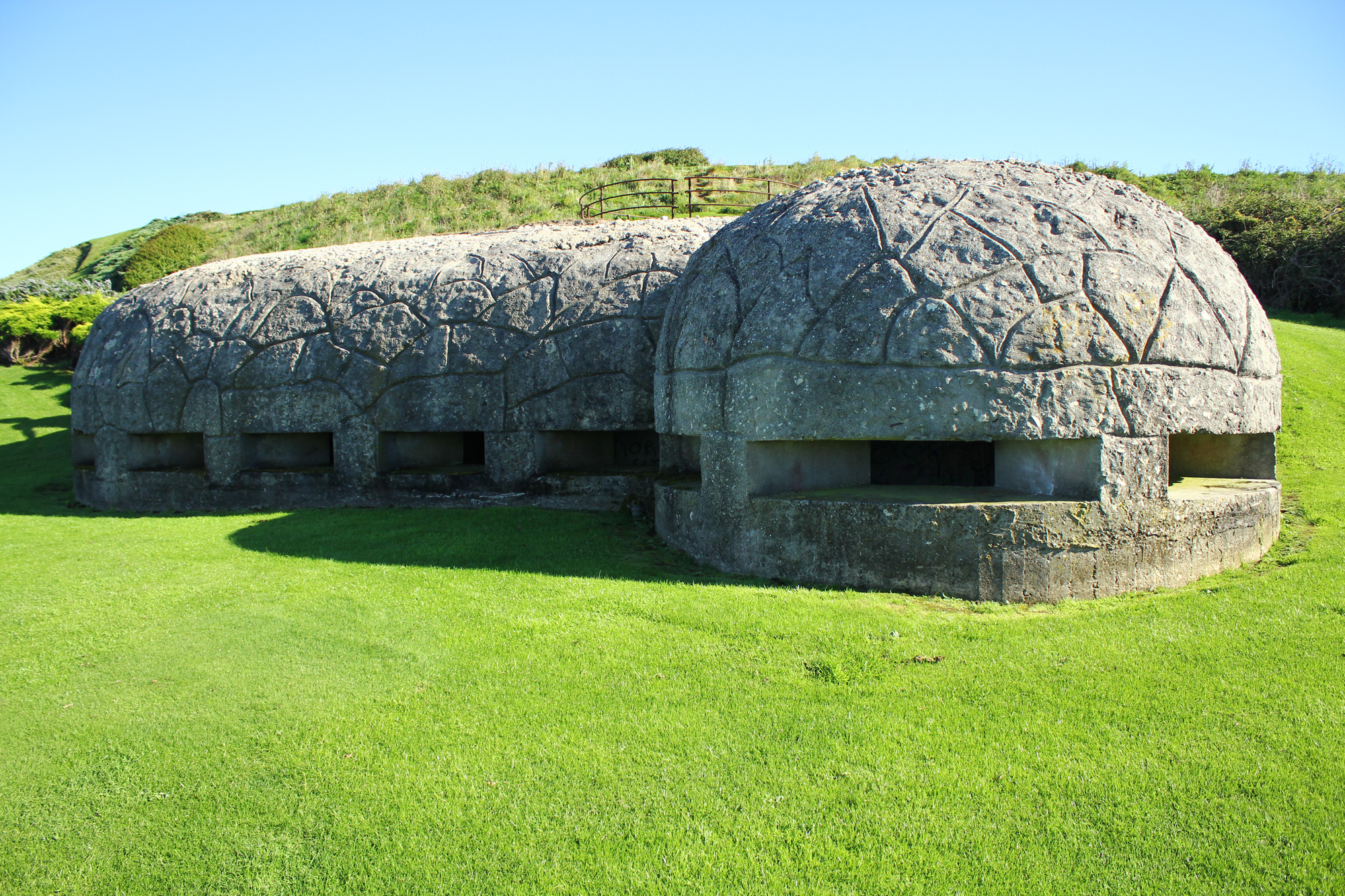
Batería de Monte de San Pedro (La Coruña)

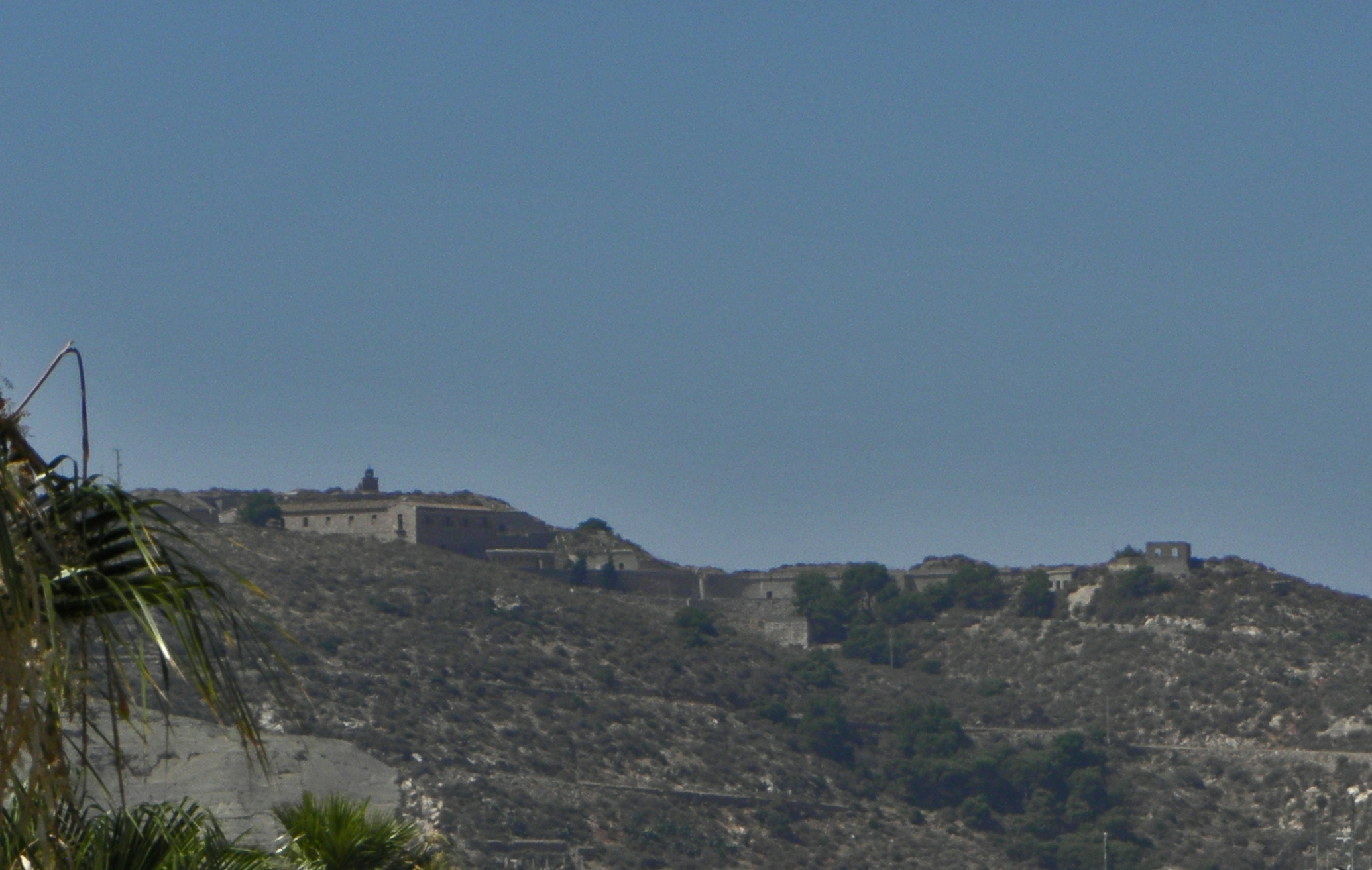
Batería "General Fajardo" en Cartagena, España

En España, debido a sus condiciones costeras y a la escasa mentalidad naval que existió, se dio gran importancia a la fortificación de la costa y por ello a la existencia de baterías de costa, que aún existían a principios del siglo XXI. Antecedentes de las mismas fueron los diversos proyectos que en el último tercio del siglo XVIII se realizaron para la defensa de la costa, tanto en territorio peninsular como en el colonial de la época.
Así, se levantaron una serie de construcciones, especialmente en la costa de Granada, que recibieron la denominación de “batería” y que constaban de diferentes tipos de piezas artilleras de calibre grande y mediano. En el siglo XIX se fortificaron igualmente los principales puertos españoles y así se levantaron defensas de baterías de costas en Galicia, La Coruña, Ferrol, Vigo, o en Cataluña, con el puerto de Barcelona como principal referente y en el que aún a principios del siglo XXI es posible ver las piezas que componían las baterías de costas del castillo de Montjuich durante finales del siglo XIX y principios del XX.
Igualmente en los alrededores de la mediterránea Base naval de Cartagena se podían apreciar las construcciones de las baterías de costas que habían sido usadas hasta la década de 1980, época en la que igualmente dejaron de existir las baterías de costa de la Base Naval de Ferrol.
Así, a finales del siglo XX quedaban en España baterías de costas en el estrecho de Gibraltar, tanto en Cádiz como en Ceuta, en Mallorca y en Menorca, baterías que estaban compuestas por piezas de grueso calibre.
Son especialmente destacables las baterías de costa que defendían prácticamente la totalidad de la isla de Mallorca y especialmente la bahía de Palma. Llegaron a contarse una veintena de baterías con una dotación que oscilaba entre dos y cuatro cañones cuyos calibres oscilaban entre los 14 y 24 centímetros.La etapa de mayor expansión de aquel sistema defensivo coincidió con el desarrollo de la Guerra Civil y la Segunda Guerra Mundial. Durante aquella época la isla corrió el riesgo de ser utilizada por alguno de los países contendientes por su papel geoestratégico en el Mediterráneo Occidental.
Con la falta de utilidad para la defensa en la guerra moderna, algunas se conservan cómo áreas de maniobras militares, pero en su gran mayoría han comenzado a ser desclasificadas de interés para la defensa ("desafectadas") y puestas a la venta (se ubican en las mejores conservadas áreas naturales costeras) para generar recursos para los presupuestos del Ministerio de Defensa.